# Nintur
Nintur – sumeryjska bogini, opiekunka ciężarnych kobiet oraz uśpionej zimą roślinności.